# Brez obžalovanja do naše mladosti
Brez obžalovanja do naše mladosti (japonsko わが青春に悔なし, Hepburn Waga seishun ni kuinashi) je japonski dramski film iz leta 1946, ki ga je režiral Akira Kurosava in zanj napisal scenarij skupaj z Eidžirom Hisaito in Keidžijem Macuzakijem. Zgodba temelji na incidentu Takigava leta 1933 na Univerzi v Kjotu, ko je minister za izobraževanje odpustil pravnega profesorja Takigavo, kar je sprožilo proteste študentov za svobodo govora in neodvisnost univerze. V glavnih vlogah nastopajo Secuko Hara, Susumu Fudžita, Takaši Šimura in Dendžiro Okoči. Fudžitov lik Nogeja temelji na Hocumiju Ozakiju, ki je sodeloval s sovjetskim vohunom Richardom Sorgem in bil kot edini Japonec obsojen na smrt zaradi izdaje med drugo svetovno vojno.
Film je bil premierno prikazan 29. oktobra 1946. Izšel je tudi na DVD-ju v zbirki The Criterion Collection izdajatelja Eclipse..

## Vloge
- Secuko Hara kot Jukie Jagihara
- Susumu Fudžita kot Rjukiči Noge
- Dendžiro Okoči kot profesor Jagihara
- Haruko Sugimura kot ga. Noge
- Eiko Mijoši kot ga. Jagihara
- Kokuten Kodo kot g. Noge
- Akitake Kono kot Itokava
- Takaši Šimura kot policijski komisar
- Taizo Fukami kot minister za izobraževanje
- Masao Šimizu kot profesor Hakozaki
- Haruo Tanaka kot študent
- Kazu Hikari kot detektiv
- Hisako Hara kot Itokavina mati
- Šin Takemura kot tožilec